# Eccoptosage nigromaculata
Eccoptosage nigromaculata là một loài tò vò trong họ Ichneumonidae.